# Kriegskind
Kriegskind bezeichnet ein Kind, das in wichtigen Lebensbereichen – wie der körperlichen und geistig-seelischen Unversehrtheit, den sozialen Beziehungen zur Familie und anderen Personen des Umfeldes, in seiner Wohnsituation und weiteren Lebensumständen – durch Krieg und Kriegsfolgen geprägt, beeinträchtigt oder gar beschädigt wurde. Dies bleibt gewöhnlich nicht ohne Einfluss auf seine weitere Entwicklung.

## Krieg

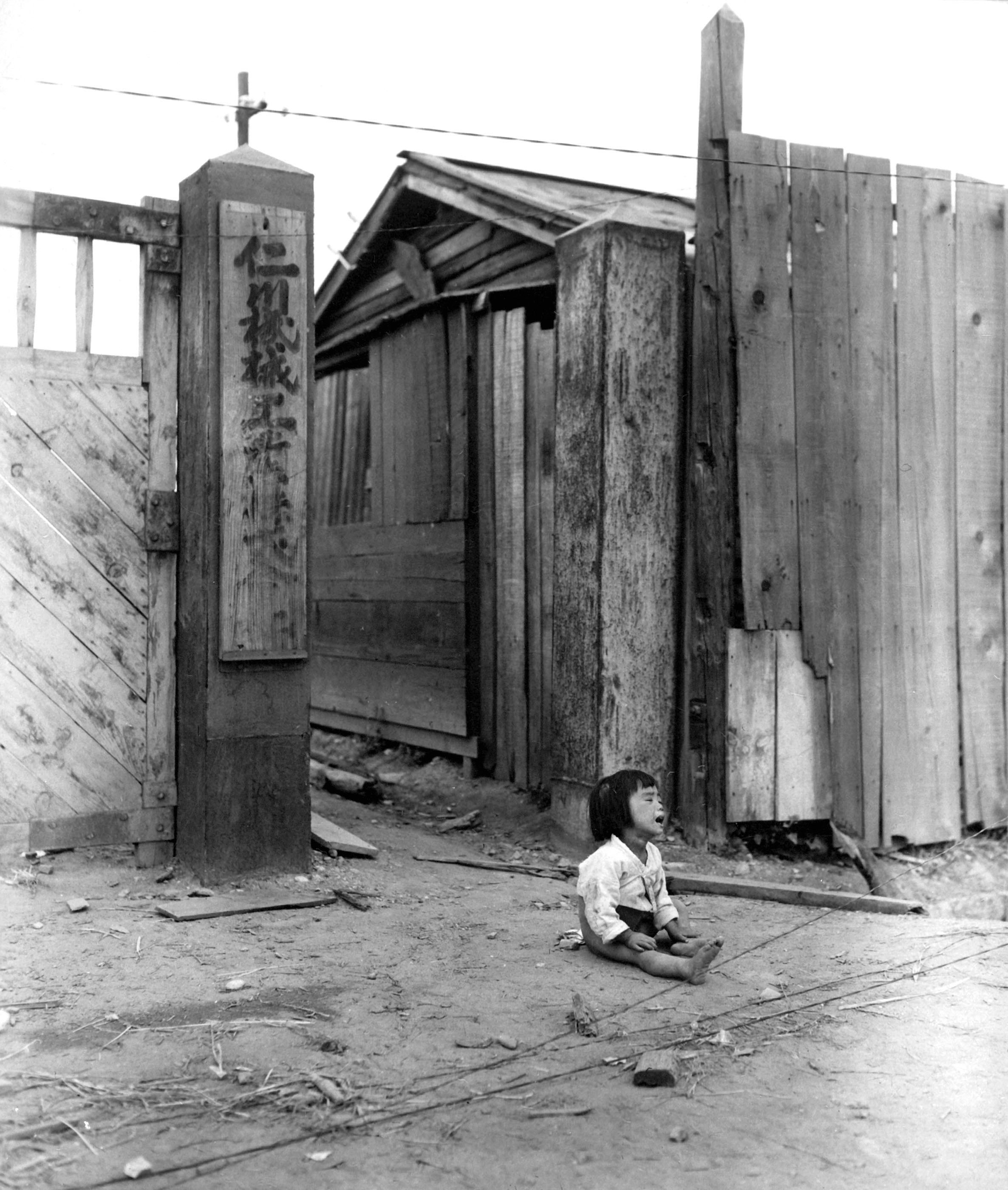
Kind im Koreakrieg (1950)

Unter Krieg wird in der Regel die Austragung eines bewaffneten Konfliktes zwischen Staaten, ethnischen oder sozialen Gruppen verstanden. Die Liste der Kriege von der Frühzeit bis heute ist lang. Immer schon waren Kinder betroffen. Das Heidelberger Institut für Internationale Konfliktforschung schätzte die Zahl der Kriege weltweit im Jahr 2015 auf 19 und die Zahl bewaffneter Konflikte auf 223. Dabei leben „230 Millionen Kinder […] in Kriegs- und Krisengebieten“, laut Spiegel TV in einer Reportage Anfang 2016. Der „alltägliche Terror“ gehöre „zu ihrem Leben“.

## Der Begriff Kriegskind
Kinder stehen im Allgemeinen nicht im Zentrum der Betrachtung, wenn es um Kriegsopfer und die Folgen eines Krieges geht. Sie bleiben verborgen hinter dem Blick auf politische und materielle Kriegsfolgen, so auch, wenn Verwundung, Kriegsversehrte oder kriegsbedingte Invalidität in den Fokus gerückt werden. Mit dem Begriff Kriegskind wird ein nahezu unüberschaubarer Bedeutungshof aufgerufen, wenn er für alle Kriegskinder der Welt verwendet und auf alle Zeiten bezogen wird.
In Deutschland hat sich der Begriff des Kriegskindes etwa Anfang der 1990er Jahre entwickelt, als jene Generation, die den Zweiten Weltkrieg während ihrer Kindheit erlebt hatte, anfing, ihr Schweigen darüber zu brechen. Seitdem erlangte der Begriff des Kriegskindes eine breite mediale Aufmerksamkeit. Zugleich haben sich Wissenschaft und Forschung des Phänomens dieser Kriegskindheiten angenommen.
International ergeben sich für den Begriff des Kriegskindes in anderen Landessprachen zum Teil abweichende Bedeutungen. Er kann mit sehr verschiedenen Inhalten assoziiert sein. Unterschiede zeigen sich schon für den Zweiten Weltkrieg, wenn es beispielsweise um die Kriegskinder im besetzten Polen geht. Der englische Begriff war children wird in manchen Ländern ebenso wie die französische Bezeichnung enfant de la guerre als Synonym für Besatzungskind und damit in anderem Sinnzusammenhang, aber ebenfalls mit Bezug auf den Zweiten Weltkrieg verwendet. Allein in Frankreich wird die Zahl der Kinder deutscher Besatzungssoldaten aus dem Zweiten Weltkrieg auf 200.000 geschätzt. Obwohl auch sie Kriegskinder im ursprünglichen Wortsinn sind, stehen für sie in der Regel die mit ihrer Herkunft verbundenen Entwertungen und Demütigungen im Vordergrund, die sowohl sie als auch ihre Mütter erfahren haben und die zu erheblichen Beeinträchtigungen von Identität und Selbstwertgefühl führen konnten. Manche von ihnen empfinden die Möglichkeit einer doppelten Staatsangehörigkeit als befreiend.
Mit anderen Inhalten füllt sich der Begriff, wenn die Kinder der Kriegsherde im außereuropäischen Raum oder auch im 21. Jahrhundert in den Fokus rücken. Mit dem Abwurf der Atombomben auf Hiroshima und Nagasaki im August 1945 oder mit dem Vietnamkrieg zwischen 1955 und 1975 sind je besondere Implikationen für die Kinder dieser Kriege verbunden, ebenso mit dem Völkermord an den Bengalen im Rahmen des Bangladesch-Krieges 1971 oder mit dem Bürgerkrieg in Syrien seit 2011. In Japan haben die damaligen Kriegskinder noch heute unter strahlungsinduzierten Mutationen zu leiden. Für den Vietnamkrieg müssen verschiedene Kriegsfolgen bedacht werden, je nachdem, ob Napalm oder aber das Entlaubungsmittel Agent Orange zum Einsatz kam. Und die langfristigen Folgen für die Kriegskinder in Syrien, in Afghanistan oder seit 2014 in der Ostukraine sind noch gar nicht abzusehen – mit Ausnahme der schon heute zahlreichen Verstümmelungen durch Minen.
Gelegentlich erfährt die Öffentlichkeit von Symptomen, die bei Flüchtlingskindern aus den Kriegsgebieten beobachtet werden. So wurde beispielsweise im April 2017 über eine Besonderheit in Schweden berichtet: „Dort fallen Kinder in eine permanente Ohnmacht, wenn ihren Familien die Abschiebung droht.“ Dieses Phänomen beschäftige schwedische Ärzte schon „seit Jahren“, ohne dass aufgeklärt werden konnte, warum es in anderen Ländern keine vergleichbaren Fälle zu geben scheint.
Andere Beeinträchtigungen werden aufgerufen, wenn von Kindersoldaten die Rede ist, von denen es weltweit schätzungsweise 250.000 gibt. Ein Internationaler Tag gegen den Einsatz von Kindersoldaten ändert nichts daran, dass jedes Jahr „Zehntausende Kinder und Jugendliche als Soldaten rekrutiert“ werden – „manche von ihnen sind erst acht Jahre alt“. Am 2. September 1990 trat die UN-Kinderrechtskonvention in Kraft, die Kindern Schutz nicht nur, aber auch vor Krieg gewähren soll. Sie wurde von nahezu allen Mitgliedsstaaten und einigen Nichtmitgliedsstaaten ratifiziert. 2002 ist ein Zusatzprotokoll in Kraft getreten, das den Einsatz Minderjähriger als Kindersoldaten bei bewaffneten Konflikten ächtet. Doch viele Staaten halten sich nicht daran. Auch in Deutschland werden noch Minderjährige für den Militärdienst rekrutiert.
Es ist die Ausnahme, wenn einzelne Kriegskinder mediale Aufmerksamkeit finden und damit die Kriegskinder insgesamt in das Licht der Öffentlichkeit rücken. Zu diesen Ausnahmen gehören zum Beispiel Malala Yousafzai aus Pakistan oder Phan Thị Kim Phúc aus Vietnam. Malala erhielt 2014 den Friedensnobelpreis. Kim Phúc überlebte im Juni 1972 zwar den Einsatz von Napalm im Vietnamkrieg, erlitt aber schwerste Verbrennungen. Durch ein Foto des Pressefotografen Nick Út wurde sie auf der ganzen Welt bekannt.

## Themenartikel zu Kriegskindern
- Anne Frank
- Besatzungskind
- Die vergessene Generation
- Heimkind (Zweiter Weltkrieg)
- Kind aus Vergewaltigung durch Soldaten
- Kind der Heimatvertriebenen
- Kind der Sho’a
- Kind der Zwangsarbeiterinnen (Zweiter Weltkrieg)
- Kind im Krieg vergewaltigt
- Kinderlandverschickung (Zweiter Weltkrieg)
- Kindersoldaten
- Kindertransport jüdischer Kinder nach Großbritannien (Zweiter Weltkrieg)
- Kinder- und Jugend-Alijah (Zweiter Weltkrieg)
- Lebensborn (Zweiter Weltkrieg)
- Kriegsenkel
- Kriegskind (Deutschland)
- Kriegswaise
- Malala Yousafzai
- Phan Thị Kim Phúc
- Tagebuch der Anne Frank
- Tyskerbarn
- Vergewaltigungskind in Bosnien und Kroatien
- War Childhood Museum
- Wolfskind (Zweiter Weltkrieg)

## Dokumentationen
„Kinder im Krieg will niemand sehen“, behauptet Unicef, andererseits sind sie stets in Gefahr, für die verschiedensten Zwecke instrumentalisiert zu werden. Jenseits derlei unseriöser Unterfangen sind sie fast täglich in den Nachrichten zu sehen. In der Kunst dagegen tauchen sie kaum auf, selbst nicht in Zeiten, als zum Beispiel die Malerei unzählige Werke über den Krieg schuf.
Doch es gibt vereinzelt Ausnahmen – in Musik, bildender Kunst und Literatur. Anders verhält es sich mit der dokumentarischen Bearbeitung des Themas. Hier sind zahlreiche Dokumentarfilme und Reportagen entstanden, die über vergangene und gegenwärtige Kriege und die davon betroffenen Kinder Zeugnis ablegen. Daneben haben sich vielerorts verschiedene Zeitzeugenprojekte diesem Thema verpflichtet und stellen dokumentarisches Material zur Verfügung.
Im Jahr 2017 gab der Hatje Cantz Verlag das zweisprachige Buch Kriegskinder heraus, mit dem die Porträtfotografin Frederike Helwig und die Journalistin Anne Waak das Ergebnis ihres gemeinsamen Projektes zu diesem Thema am Beispiel des Zweiten Weltkrieges vorlegten. Veranlasst war es durch aufkommende Fragen: „Was haben meine Eltern erlebt, als sie so alt waren wie mein Sohn heute? Was hat sie zu denen gemacht, die sie heute sind?“ Im Februar 2018 wurde eine Ausstellung zum Buch und seiner Entstehungsgeschichte in Berlin-Kreuzberg eröffnet, die Gelegenheit gab, mit den Autorinnen und einigen der von ihnen porträtierten Zeitzeugen ins Gespräch zu kommen.

### Dokumentarfilme und Reportagen
| - Panorama: Kriegskinder – Deutschland 1945, Syrien 2015 auf YouTube - Anne Frank Zentrum: Kriegskinder. Zeitzeugeninterviews auf YouTube - ZDF: Das Schicksal der Kinder von Aleppo auf YouTube ZDF: Die Kinder von Aleppo. Webstory - Unicef: Kindersoldaten im Kongo auf YouTube | - Terre des hommes: Was hat die Armee aus mir gemacht auf YouTube - ARD: Kindersoldaten in Syrien auf YouTube - Unicef: Kinder im Krieg auf YouTube - RheintalTV: Zum Töten erzogen. Kinder in Mosambik auf YouTube - Weltspiegel: Afghanistan – Kinder zwischen Krieg und Terror - WDR: Auf ewig verseucht? Vietnam vierzig Jahre nach dem Krieg |

### Zeitzeugenprojekte
Die Evangelische Erwachsenenbildung Thüringen betreibt ein Zeitzeugen-Projekt, in dem auch Kriegskinder einen Platz gefunden haben. Im Jahr 2012 wurde im Rahmen des Projektes eine Wanderausstellung der Historikerin Iris Helbing präsentiert, die Zeichnungen polnischer Kriegskinder aus dem Jahr 1946 zeigte. Entstanden waren sie, nachdem die Zeitschrift Przekrój ein Jahr nach ihrer Gründung 1945 und anlässlich des Jahrestages der Befreiung zu einem Zeichenwettbewerb aufgerufen hatte, dem Kinder im Alter von bis zu 13 Jahren gefolgt waren:

„Die Zeichnungen galten damals als wichtiges Material um die nationalsozialistischen Verbrechen an polnischen Kindern aufzuklären und zu dokumentieren. Der größte Bestand dieser Zeichnungen liegt heute im Archiwum Akt Nowych in Warschau. Circa 100 Bilder befinden sich in der polnischen Botschaft in Kopenhagen.“

World Vision Deutschland hat eine noch immer aktuelle Wanderausstellung den Kriegskindern gewidmet, die unter dem Titel „ich Krieg dich“ bisher in New York, Brüssel, Frankfurt, Hamburg, Bremen, Rostock und Münster, aber 2015 auch in dem kleinen Ort Tröglitz präsentiert wurde. Tröglitz ist jener Ort in Sachsen-Anhalt, dessen Bürgermeister im März 2015 zurückgetreten war, um sich und seine Familie vor rechten Übergriffen zu schützen. Einen Monat später hatte es einen Brandanschlag auf eine geplante Flüchtlingsunterkunft gegeben. Und im Juni fand die Ausstellung statt. Sie dokumentiert die Lebenswelt von Kindern in Kriegsgebieten und hat vier sogenannte Themen-Inseln: Zuhause, Alltag, Schule und Gesundheit. Sie will zeigen, „wie sich Gewalt, Vertreibung und Zerstörung“ auf Kinder und Jugendliche auswirken. Im Vordergrund stehen syrische Flüchtlingskinder. Für das Benefizkonzert zur Eröffnung der Ausstellung waren der Sänger Kirk Smith und aus Florida ein sechsköpfiger Gospelchor angereist. Über die Tröglitzer Ausstellung hat World Vision zwei Videos veröffentlicht, eines zum Thema und eines über die Ausstellungseröffnung.
Im Jahr 2009 hatte das Heeresgeschichtliche Museum (HGM) in Wien damit begonnen, sich des Themas der Kriegskindheit anzunehmen. Anlass war die Beobachtung, dass manche Jugendliche angefangen hatten, den Krieg zu verherrlichen und schon kleine Kinder Wörter über Kriegswaffen verwenden, ohne verstehen zu können, was sie bedeuten. Das im November 2016 veröffentlichte Video zur Sonderausstellung Kinder im Krieg – Fokus: Syrien erzählt von der Geschichte des Projektes, den Erfahrungen der kindlichen und jugendlichen Zeitzeugen aus Syrien und den Reaktionen der Schüler und ihrer Lehrer, die die Ausstellung besucht hatten. Sie hatten Gelegenheit mit den Zeitzeugen zu sprechen, Dokumentarfilme aus Syrien anzuschauen und die Zeichnungen der syrischen Kinder auf sich wirken zu lassen, die alle Grausamkeit mit kindlichem Federstrich ins Bild gebracht hatten. Damit es dabei nicht zu einer Traumatisierung der Besucher kam, war die Ausstellung auf Empfehlung von Heerespsychologen erst für Kinder ab 13 Jahren zugelassen. Im Februar 2017 veranstaltete das HGM eine Aktionswoche zum Thema Kinder im Krieg mit dem Schwerpunkt Südsudan. Ziel dieser Ausstellung war es erneut, insbesondere „Jugendlichen einen Einblick in die Problematik der Gegenwart zu vermitteln und den Gegenstand historisch zu verorten.“

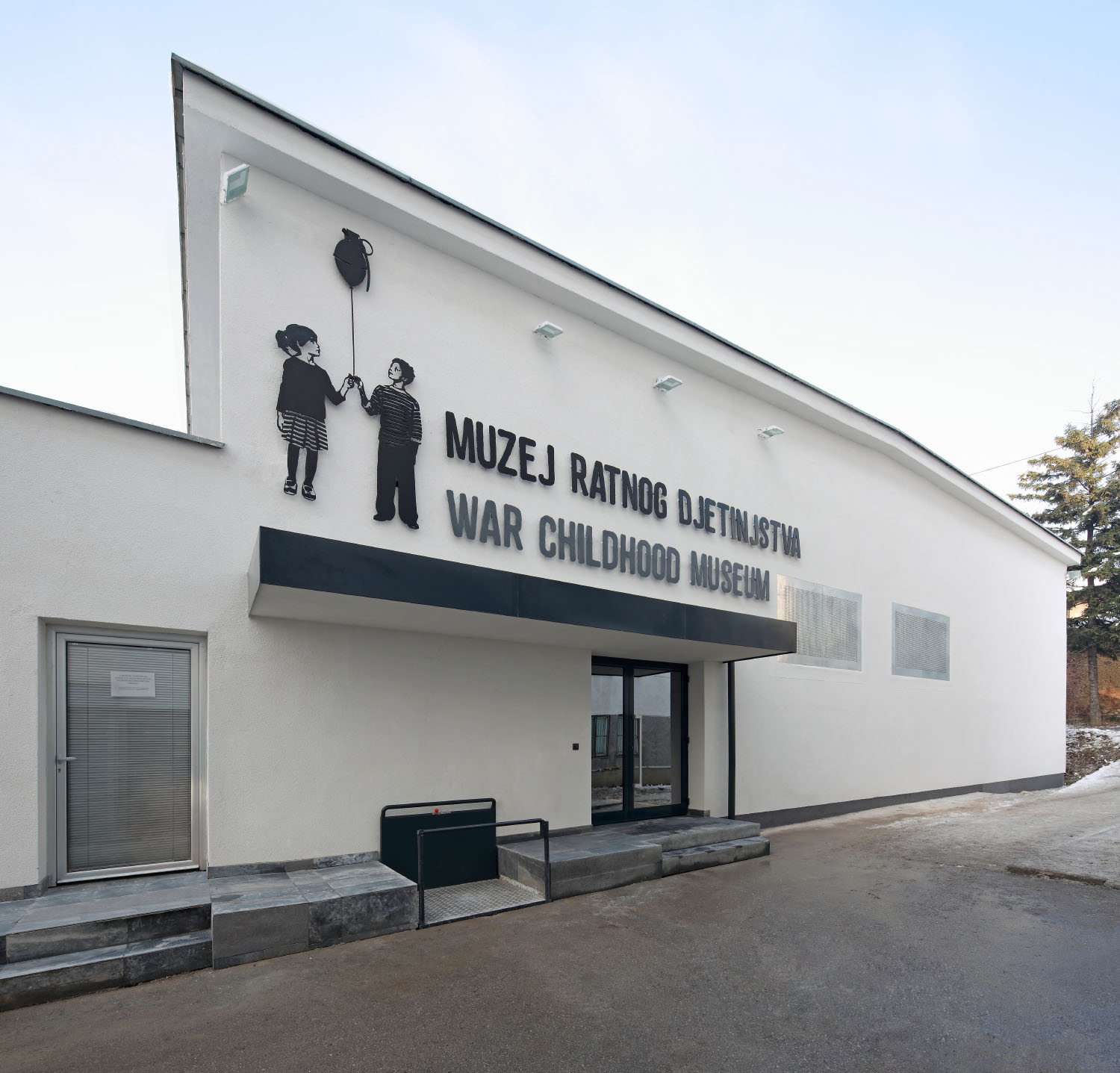
War Childhood Museum, Sarajevo (2017)

### Sammlungen
Im Januar 2017 öffnete in der bosnischen Hauptstadt Sarajevo das von Jasminko Halilović gegründete War Childhood Museum. Botschafter des Museums ist der bosnische Tennisspieler Damir Džumhur, der ebenso wie Halilović den Bosnienkrieg als Kind erlebt hatte. Das Museum trägt Gegenstände des täglichen Lebens dieser Kriegskinder zusammen, darunter Kleidung und Spielzeug, Zeichnungen und Briefe, aber auch Fotos und Tagebücher. Daneben gibt es Audio- und Video-Dokumentationen mit Interviews der damals kindlichen Zeitzeugen. Ein Teil der Sammlung war 2016 im Historischen Museum von Bosnien und Herzegowina ausgestellt.
Unicef schätze, dass von den zu dieser Zeit in Sarajevo lebenden 70.000 Kindern etwa 40 % ihr Leben verloren, weitere 40 % mussten mitansehen, wie Familienangehörige getötet wurden und fast 90 % waren gezwungen, in Verstecken zu leben, um Schutz vor dem Bombardement zu finden. Halilović veröffentlichte im Vorfeld der Museumsgründung 2013 ein Buch, das die Geschichten dieser Kriegskinder erzählt. Es ist inzwischen in sechs Sprachen übersetzt, auf Deutsch wurde es von Mirno More, einem Verein für sozialpädagogische Friedensprojekte, herausgegeben. Das Zentrum für Südosteuropastudien hatte das Buch im November 2013 vorgestellt.
Halilović widmete sein Projekt, in dessen Rahmen Buch und Museum entstanden waren, einer 1994 getöteten Freundin: Mirela Pločić, elf Jahre alt. Im Dezember 2015 gab er dem Magazin Guernica Auskunft über seine weiteren Beweggründe, sich für die Kinder dieses Krieges zu engagieren.

## Hilfsorganisationen
- Save the Children
- UNICEF
- Terre des hommes
- War Child
- World Vision International
- Deutsches Bündnis Kindersoldaten